# 쿠즈네초프 항공모함

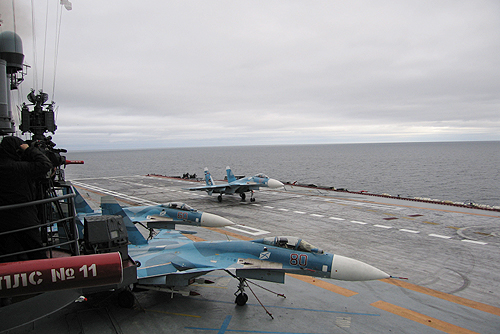
쿠즈네초프 항공모함의 수호이 Su-33 전투기

길이 306 m인 쿠즈네초프 항공모함에서 이착륙에 필요한 항공갑판의 길이는 200 m가 안 된다

소비에트 연방함대사령관 쿠즈네초프 항공모함은 소련 해군의 항공모함이었고 현재 러시아 해군의 유일한 항공모함이다. 5만톤급으로 12대의 수호이 Su-33 전투기와 5대의 수호이 Su-25 전투기 등 총 17대의 전투기를 탑재한다. 미국은 전투기 80대가 탑재되는 10만톤급 항공모함 10여척을 사용중이나, 러시아는 5만톤급 1척 뿐이다.
쿠즈네초프급 항공모함 2번함인 바리야그 항공모함은 건조 중이던 1991년에 소련이 해체되자 얼마 버티지 못하고 1992년 공정률 70% 상태에서 우크라이나 정부에 넘어갔고, 1998년 홍콩의 작은 회사가 우크라이나 정부로부터 2000만 달러에 구매하여 중국에 넘어갔다.

## 배경
1985년 진수 당시에는 함명이 레오니트 브레즈네프함이었으나 1990년에 소비에트 연방함대사령관 쿠즈네초프함으로 개명한 후 취역하였다.
쿠즈네초프함은 소련이 획득한 항공모함으로는 최초로 비록 스키-점프식의 활주로이긴 하지만 수직이착륙기가 아닌 전통적인 러시아의 제4세대 전투기인 Su-27K(나중에 Su-33으로 명칭변경)과 MiG-29K를 이착륙시킬 수 있는 항공모함이다.
쿠즈네초프함은 1985년 진수되었으나 몇 가지 정책적인 문제로 1991년에 가서야 취역할 수 있었다. 그러나 1995년에야 애초에 계획된 모든 설비를 갖추게 되었으며, 작전이 가능상태가 되었다.
2번함인 바리야그 항공모함은 1988년 진수되었으나, 결국 건조작업은 중단되어 영원히 미완성 상태로 결국 중국에 매각되어 중국 항공모함으로 대련조선소에서 오버홀 작업진행 및 랴오닝급항공모함으로 취역.
한편 쿠즈네초프함은 1991년 소비에트 연방 해체 후 우크라이나령으로 바뀐 애초의 모항 니콜라예프항을 출발하여 새로운 모항인 러시아령의 무르만스크로 모항을 바꾸어 오늘에 이르고 있다.

## 특징
소련과 러시아의 항공모함은 전통적으로 미국과 같은 전형적인 항공모함의 모습과는 다른 양상을 가진다. 러시아의 항공모함 특징은 일반적인 순양함 정도의 시설물이 갑판 위에 들어서 있다.
이에 비해서 쿠즈네초프함의 외관은 기존의 민스크함이나 노보로시비스크함에 비해서 보다 더 미국의 항공모함과 흡사한 모습을 하고 있다. 즉 아일랜드의 크기가 상당히 절제된 형태를 띠고 있다.
크기는 키예프급 항공모함에 기초를 두고 있으나 배수량이 키예프급의 40,400톤에 비해 58,500톤으로 보다 더 크며, 속도는 30노트로 키예프급의 32노트에 비해 약간 뒤떨어진다. 'Heavy Aircraft Carrying Cruiser'로 불릴 정도로 순양함급에 맞먹는 중무장의 키예프급과 마찬가지로 쿠즈네초프 역시 다양한 종류로 무장되어 있다.

## 임무
쿠즈네초프함은 전략미사일 잠수함, 러시아함대의 수상함과 해상미사일운반 항공기를 지원하며, 적수상함, 잠수함및 항공기에 대한 공격 능력을 보유하고 있다.

## 항공관련
활주로의 넓이는 14700평방미터이며, 항공기의 이륙은 전술한 바와 앞쪽이 14%가량 위로 들린 'Bow Sky - Jump'(또는 Ski-Jump라고도 한다)활주로에 의해 도움을 받는다. 이는 짧은 길이의 활주로에서 이륙시의 부양 능력을 보완하기 위한 시설로 영국의 소형항공모함에서도 볼 수 있다. 또한 두 개의 엘리베이터에 의해 격납고로부터 활주로로 항공기를 이동한다.
- 운용기체

쿠즈네초프에는 16대의 수호이 (Sukhoi)社의 Su-27K(Su-33), 12대의 Mig-29K, 4대의 카모프(Kamov)社의 Ka-27-LD, 18대의 Ka-27 PLO, 2대의 Ka-27-S를 탑재한다.
- 스키점프대

쿠즈네초프는 복잡하고 대형설비인 증기식 캐터펄트를 사용하는 미국의 항공모함과 달리, 간단하게 스키점프대만 갖추고 있다. 스키점프 이륙을 위해서는, 스톨 속도가 시속 120 km 이상이 되도록 비행기를 설계해야만 한다.

## 무장
- 미사일 및 전자장비

쿠즈네초프에는 12대의 함대함발사기를 가진 P-700 그라니트 대함미사일 시스템이 있으며, 서방세계에 암호명 '쉽렉'으로 알려져 있는Granit그라니트 미사일은 400km 이상의 사정거리를 가지고 있다.
또한 24개의 수직 발사관과 192기의 대공미사일로 무장된 키노크 방공미사일시스템을 장착하고 있다.
이것은 다중채널위상배열 레이다, 통제시스템, 갑판 아래에 위치한 각기 8개의 미사일을 장전하고 있는 드럼형의 발사관으로 이루어진 이 시스템은 적 대함미사일, 항공기, 무인항공기, 수상함으로부터 쿠즈네초프를 보호한다. 이 시스템은 매 3초마다 미사일을 발사할 수 있다 또한 이 시스템은 12∼15km거리이내의 4개의 타겟을 60˚×60˚의 범위내에서 동시에 탐지할 수 있다.
쿠즈네초프에는 총 256발의 9M311 미사일을 탑재한다.
Kashtan 시스템은 함정에 가깝게 접근해 오는 고정익기과 회전익기, 대함미사일, 작은규모의 해상목표물에 대한 공격능력을 가지고 있다. 이 미사일의 사정거리는 1.5∼8km이다.
한편 쿠즈네초프에 장착된 또다른 방공시스템인 AK630 AD 방공포는 0.5∼1.5km범위내의 목표물에 대해 1분에 1천발을 발사할 수 있다.
쿠즈네초프에는 KBP설계국에서 개발되어 Tulamashzavod JSC에 의해 제작/공급되는 Kashstan 방공스템을 갖추고 있다. Kashtan은 러시아판 CIWS로써 키로프급 순양함, 우달로이급 구축함등 현대 러시아 해군함정의 대부분이 장착하고 있으며, 퉁그스카 防空 시스템을 개발한 러시아의 KBP 설계국에서 개발한 것이다.
각 시스템은 GSh-30K 30mm 6열포 2문과 9M311 미사일 8기, 사격관제 레이다, 광학 디렉터로 구성된다.
- 대잠장비

쿠즈네초프는 60발의 대잠로켓을 가진 Udav-1 대잠 시스템을 장비하고 있다. 이 로켓은 쇄도해오는 어뢰의 방향을 돌리거나 파괴할 수 있다. 이 시스템은 또한 잠수함과 잠수정에 대한 파괴능력도 가지고 있다. 이 시스템은 10개의 발사관을 가지고 있으며 111SG, 111SZ, 111SO 탄을 발사할 수 있다. 사정거리는 3000미터이며, 600미터 깊이의 잠수함을 탐지할 수 있다. 미국의 함정 장착용의 어뢰발사관인 '아스록'과 같은 종류의 것이나, 성능은 더 뛰어난 것으로 평가된다.
- 센서

이 항공모함은 대공, 대지 레이다와, 저공 비행물체및 수면위 비행 미사일(sea-skimming missile) 탐지용 레이다, 항공관제용 레이다, 항해용 레이다, 카쉬탄 방공시스템용의 4개의 사격관제용 레이다를 가지고 있다.
또한 이 항공모함은 어뢰및 잠수함탐지용의 탐색및 공격용 소우너를 가지고 있다. 한편 대잠용 항공기는 표면탐색용 레이다, 심해용 소나, 소노부이, 자기변형탐색기(MAD:Magnetic Anomaly Detectors)로 장비된다.
- 전자장비

이 항공모함은 전자장비로써 전투정보센터, 공중전투정보센터, 전투기유도센터를 보유한다. 또한 이 항공모함은 항해시스템및 위성통신을 포함하는 통신장비도 보유하고 있다.
- 동력

이 항공모함은 8개의 보일러와 각각 5만마력의 추력을 가진 4개의 증기터빈으로 회전하는 4개의 샤프트에 의해 추진된다. 최고속도는 30노트이며, 최고속도로 3800마일을 항해 할 수 있다.
18노트의 속도로는 8500마일을 항해 할 수 있다.
- 승무원

이 항공모함에는 200명의 장교를 포함한 1960명의 수병과 40명의 유도요원을 포함하는 626명의 항공병이 있으며, 387개의 사관실을 포함한 3857개의 룸과 50개의 샤워룸, 6개의 강당, 120개의 창고가 있다.

## 미드웨이급 건조경쟁
항공모함은 경항모, 중형항모, 대형항모(슈퍼캐리어)의 세가지로 분류되는데, 쿠즈네초프는 이중에서 중형항모로 분류된다.
2013년 현재 G20 강대국들은 디젤 중형항모 건조경쟁을 하고 있다.
- 러시아 쿠즈네초프 항공모함, 차기 러시아 항공모함. 2~6척 계획
- 중국 랴오닝호(쿠즈네초프 도입사업), 베이징급 항공모함. 6척 계획
- 인도 비크란트급 항공모함, 비크라마디티야급 항공모함, 3척 계획, 쿠즈네초프 도입사업[출처 필요]
- 영국 퀸 엘리자베스급 항공모함. 2척 계획
- 프랑스 차기 프랑스 항공모함. 1척 계획
- 일본 이즈모급 항공모함. 2척 계획
- 미국 아메리카급 강습상륙함. 3척 계획
- 한국 CVX 한국형 경항모. 1척 계획
- 오스트레일리아 캔버라급 강습상륙함. 2척 계획

## 실전기록
1990년 12월 25일, 아드미랄 쿠즈네초프가 취역했다.
2016년 10월, 시리아 내전에서 시리아 정부군을 돕기 위해서, 지중해 인근에 배치되었다. 시리아 반군은 미국이 돕고 있다.
2016년 11월 15일, 시리아 이들리브와 홈스 주에 대규모 공습 작전을 개시했다. 세르게이 쇼이구 국방장관은 "아드미랄 쿠즈네초프가 전투 작전에 참여한 것은 러시아 해군 역사상 처음"이라고 말했다.

## 같이 보기
- 바리야그 항공모함 -- (쿠즈네초프급 2번함)
- 키예프급 항공모함
- 베이징급 항공모함 - 2015년까지 중국은 5만톤급 항공모함 2척을 건조할 계획이다. 러시아에서 수호이 Su-33 전투기를 수입하려 한다. 우크라이나에서 이미 조종사 훈련을 받고 있다고 보도되었다.
- 울리야노프스크급 항공모함 - 1991년 취소